# Jacques Claude Beugnot

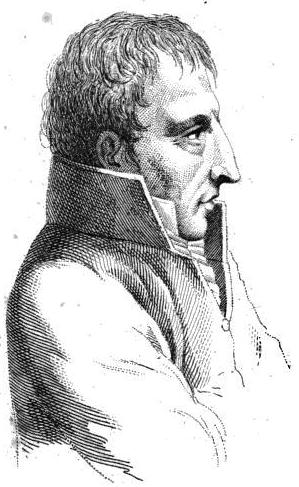
Jacques Claude Beugnot (1820)

Jacques Claude Beugnot, teilweise auch Charles Claude, (* 25. Juli 1761 in Bar-sur-Aube; † 24. Juni 1835 in Bagneux (Hauts-de-Seine)) war ein französischer Politiker. Er war Abgeordneter während der französischen Revolution. Zur Zeit Napoleons spielte er eine führende Rolle im Königreich Westphalen und im Großherzogtum Berg. Nach der Niederlage des Kaisers 1814 trat er in die Dienste Ludwigs XVIII.

## Leben
Jacques Claude Beugnot war Anwalt in der Champagne. 1791 wurde er Mitglied der Konstituante, später der gesetzgebenden Nationalversammlung. Beugnot war Anhänger der konstitutionellen Monarchie und griff Jean Paul Marat an. Daher wurde er als Gegner der Jakobiner bekannt. Im Jahr 1793 wurde er festgenommen und im Zuge des 9. Thermidor 1794 freigelassen. Danach zog er sich aus der Politik zunächst zurück.
Beugnot wurde Vertrauter und Ratgeber von Lucien Bonaparte. Nach dem Staatsstreich Napoleons 1799 wurde er Präfekt des Départements Seine-Inferieur in Rouen. Napoleon ernannte ihn 1806 auch zum Staatsrat.
Im Jahr 1807 wurde Beugnot Finanzminister in der Regierung des Königreichs Westphalen. Seit 1808 amtierte er als Kommissar, Finanzminister und faktisch Statthalter Napoleons im Großherzogtum Berg. Dieses Amt bekleidete er bis 1813. Sein Amtssitz war dort das Statthalterpalais in Düsseldorf. Beugnot lehnte übereilte Reformen ab, weshalb es im Großherzogtum nie eine geschriebene Verfassung gegeben hatte. Im Jahr 1810 erhob ihn Napoleon in den Grafenstand, weshalb er auch unter der Bezeichnung Comte de Beugnot bekannt ist.
Nach dem Ende des Großherzogtums wurde Beugnot Präfekt eines Départements und nach der Niederlage Napoleons 1814 Innenminister der provisorischen Regierung. Außerdem war er Generaldirektor der Polizei unter König Ludwig XVIII. Er war maßgeblich an der Ausarbeitung der vom König 1814 erlassenen Charte constitutionnelle beteiligt. So stammte die programmatische Präambel im Wesentlichen von Beugnot.
Kurzzeitig war Beugnot 1815 Marineminister, ehe er nach der zweiten Restauration die Ämter eines Generaldirektors der Post, des Staatsministers und eines Mitglieds im Geheimen Rat bekleidete. 1815 wurde er außerdem zum Deputierten des Départements Marne gewählt. Im Parlament war er Berichterstatter über das Staatsbudget. Den Parlamentssitz gab er 1824 auf. Er hinterließ Memoiren, die sein Enkel Albert Beugnot 1866 veröffentlichte.

## Ehrungen
- Juni 1804: Chevalier der Ehrenlegion
- 30. Dezember 1809: Officier der Ehrenlegion
- 30. Juni 1811: Commandeur der Ehrenlegion
- 24. April 1817: Grand Officier der Ehrenlegion
- 1. Mai 1821: Großkreuz der Ehrenlegion

## Schriften
- Albert Beugnot (Hrsg.): Mémoires du comte Beugnot. 1779–1815. Hachette, Paris 1959 (Erstausgabe: Paris 1866).